# Hideko Maehata

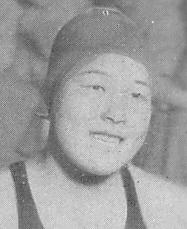
Hideko Maehata

Hideko Maehata (japanisch 前畑 秀子, Maehata Hideko; * 20. Mai 1914 in Hashimoto, Präfektur Wakayama; † 24. Februar 1995) war eine japanische Schwimmerin.
Sie war die erste japanische Frau, die bei Olympischen Spielen eine Medaille gewann. Bei den Olympischen Spielen 1932 in Los Angeles gewann sie über 200 m Brust die Silbermedaille hinter der Australierin Clare Dennis. Bei den Olympischen Spielen 1936 in Berlin wurde sie in Abwesenheit der Titelverteidigerin überlegen Olympiasiegerin über diese Strecke und wurde damit die erste Japanerin, die Olympiasiegerin wurde. Es sollte bis zu den Olympischen Spielen 1972 in München dauern, bis mit Mayumi Aoki wieder eine Japanerin Olympiasiegerin im Schwimmen werden sollte.
Im Jahr 1979 wurde sie in die Ruhmeshalle des internationalen Schwimmsports aufgenommen und 1990 zur Bunka Kōrōsha, zur Person mit besonderen kulturellen Verdiensten, ernannt.